# Шимон, Иштван
Иштван Шимон (венг. Simon István; 16 сентября 1926, Бажи, Веспрем, Венгрия — 7 июля 1975, Будапешт, Венгрия) — венгерский поэт. Лауреат премий имени А. Йожефа (1954, 1967) и Л. Кошута (1955).

## Биография
Родился Иштван Шимон 16 сентября 1926 года в бедной крестьянской семье в Бажи.
В декабре 1944 года призван в армию, попал в советский плен. Вернулся домой в 1947 году.
В 1952 году окончил филологический факультет Будапештского университета.
С 1963 года был членом парламента. 
В 1964—1974 годах работал редактором журнала «Kortárs».
С 1971 года и до своей смерти — преподаватель венгерской литературы в Академии театра и кино.
В 1974—1975 годах был секретарём Союза венгерских писателей.
Умер 7 июля 1975 года в Будапеште.

## Отзывы
Уже для ранних его стихов (сборник «Зреющие дни», 1953, премия имени А. Йожефа, 1954) характерно гармонически цельное восприятие мира. Гражданственность в лирических сборниках Шимона сочетается со стремлением к философскому осмыслению жизни: «Нет, не довольно» (1955, премия имени Л. Кошута, 1955), «Февральская радуга» (1959), «Виноград и каштаны» (1966, премия имени А. Йожефа, 1967), «В вечном кругу» (1973), «Изумительное бремя» (1976).
— Шимон Иштван // Чаган — Экс-ле-Бен. — М. : Советская энциклопедия, 1978. — (Большая советская энциклопедия : [в 30 т.] / гл. ред.  А. М. Прохоров ; 1969—1978, т. 29).

## Награды
- 1954 — Премия имени А. Йожефа за сборник «Зреющие дни»
- 1955 — Премия имени Л. Кошута за сборник «Нет, недовольно»
- 1967 — Премия имени А. Йожефа за сборник «Виноград и каштаны»